# Cynortoides v-album
Cynortoides v-album is een hooiwagen uit de familie Cosmetidae.